# Skaltjärnen, Hälsingland
Skaltjärnen är en sjö i Härjedalens kommun i Hälsingland och ingår i Ljusnans huvudavrinningsområde.